# Путря (блюдо)
Путря — блюдо из неизмельченной ячменной крупы. Путрю варили, высыпали в деревянные корыта, обсыпали ржаной солодовой мукой, перемешивали, укладывали в деревянную бочку, заливали водой пополам с сыровцем и ставили в тёплое место. После вкисывания переставляли на холод.
Готовили его в пост из измельченной ячменной крупы с добавлением ржаного солода и кваса. На сутки крупу ставили в теплое место для ферментации. Готовую путрю употребляли, добавляя зажарку из лука, а когда не постились, то заправляли толченым салом.
Название заимствовано от балтийского блюда путра.
Блюдо упоминается в повести Н.В.Гоголя «Вечера на хуторе близ Диканьки»:

Пили ли вы когда-либо, господа, грушевый квас с терновыми ягодами или варенуху с изюмом и сливами? Или не случалось ли вам подчас есть путрю с молоком? Боже ты мой, каких на свете нет кушаньев! Станешь есть — объеденье, да и полно. Сладость неописанная!